# Orauea (rivière)
La rivière Orauea  (en anglais : Orauea River) est un cours d’eau de l’Île du Sud de la Nouvelle-Zélande.

## Géographie
C’est un affluent de la rivière Waiau  situé dans la région du  Southland.